# علی‌آباد (گوهرکوه)
علی‌آباد، روستایی از توابع بخش نوک‌آباد شهرستان تفتان در استان سیستان و بلوچستان ایران است.

## جمعیت
این روستا در دهستان گوهرکوه قرار دارد و براساس سرشماری مرکز آمار ایران در سال ۱۳۹۵، جمعیت آن ۱۵ نفر (۴ خانوار) بوده‌است.